# Günter Deckert
Pour les articles homonymes, voir Deckert.
Günter Deckert, né le 14 septembre 1950 à Ehrenfriedersdorf et décédé le 24 novembre 2005 à Jahnsbach, est un coureur est-allemand du combiné nordique.

## Biographie
En 1970, il remporte le championnat du monde junior.
Membre du club SC Dynamo Klingenthal, il prend part aux Jeux olympiques d'hiver de 1972, terminant neuvième, privé d'un potentiel podium par une chute au saut à ski et de 1976, terminant treizième.
En mars 1972, il se classe deuxième du Festival de ski de Holmenkollen, derrière Rauno Miettinen, qui deviendra quintuple vainqueur de la compétition. Deux ans plus tard, il devient vice-champion du monde à Falun, compétition gagnée par son compatriote Ulrich Wehling.
Après sa carrière sportive, il devient entraîneur de ski de fond.

## Palmarès

### Jeux olympiques
| Épreuve / Édition | Sapporo 1972 | Innsbruck 1976 |
| Individuel        | 9e           | 13e            |

### Championnats du monde
| Épreuve / Édition | Falun 1974 |
| Individuel        | Argent     |

### Championnats du monde junior
- Médaille d'or en individuel en 1970 à Gosau.